# 字符映射表
字符映射表（英語：Character Map）是Microsoft Windows的功能，最早出现于Windows 3.1，它可以查找和輸入在輸入法裡找不到的字符。在字元對應表中，可以按一下「字型」清單，選取輸入字符的字型。